# Phú Bình (phường)
Phú Bình là một phường thuộc thành phố Long Khánh, tỉnh Đồng Nai, Việt Nam.

## Địa lý
Phường Phú Bình nằm ở trung tâm thành phố Long Khánh, có vị trí địa lý:
- Phía đông giáp phường Xuân Tân
- Phía tây giáp phường Bàu Sen
- Phía nam giáp phường Xuân Tân
- Phía bắc giáp phường Xuân Hoà và Xuân Bình.

Phường Phú Bình có diện tích 1,49 km², dân số năm 2003 là 5.230 người, mật độ dân số đạt 3.510 người/km².

## Hành chính
Phường Phú Bình được chia thành 2 khu phố: 1, 2.